# Eduardo Manchón
Eduardo Manchón Molina (Barcellona, 24 luglio 1930 – Barcellona, 29 settembre 2010) è stato un calciatore spagnolo, di ruolo attaccante.
Sebbene fosse naturalmente mancino, era abile anche con il piede destro ed era in grado di giocare sia come punta che sulla fascia sinistra.
Tra il 1950 e il 1957 segnò 105 gol in 245 partite con il Barcellona, dove visse uno dei periodi di maggior successo della sua carriera. Fece parte della leggendaria squadra del Barça de las Cinco Copas ("Barça delle cinque coppe"), che nella stagione 1951-1952 vinse il campionato spagnolo, la Coppa di Spagna, la Coppa Latina, la Coppa Eva Duarte ed il Trofeo Martini & Rossi.

## Carriera

### Club
Figlio di una famiglia operaia originaria della Murcia, entrò a far parte del Barcellona all'età di 16 anni. Nel 1949 passò alla SD España Industrial, che all'epoca era la squadra di riserva del Barcellona. Esordì con la prima squadra in campionato nella 5ª giornata della Primera División 1950-1951 contro il Valencia, riuscendo anche a siglare il suo primo gol. Insieme a László Kubala, César Rodríguez Álvarez e Estanislao Basora formò una delle prime linee più offensive nella storia del club catalano.
Dopo la sua permanenza al Barcellona giocò con il Granada nella stagione 1957-1958, per poi vestire successivamente le maglie di Deportivo La Coruña, Club Atlético Iberia e L'Hospitalet.

### Nazionale
Con la Nazionale spagnola collezionò una sola presenza, avvenuta in occasione della partita di qualificazione al campionato mondiale di calcio 1954 persa per 0-1 contro la Turchia. Ha anche rappresentato la selezione di calcio della Catalogna.

## Palmarès

### Competizioni nazionali
- Campionato spagnolo: 2

Barcellona: 1951-1952, 1952-1953
- Coppa di Spagna: 4

Barcellona: 1951, 1952, 1953, 1957
- Coppa Eva Duarte: 2

Barcellona: 1952, 1953

### Competizioni internazionali
- Coppa Latina: 1

Barcellona: 1952